# 南山饭店 (秦皇岛)
南山饭店，位于河北省秦皇岛市海港区，属于“秦皇岛港口近代建筑群”。

## 简介
1915年，南山饭店始建。1919年，南山饭店和秦皇岛开滦矿务局高级员司俱乐部建成。1932年，由英国、美国、法国、德国、意大利五国代表组成的“国联调查团”抵达秦皇岛港，下榻南山饭店。2010年代时，南山饭店位于秦皇岛港务局招待所院内，由秦皇岛港务局使用。
2008年，南山饭店作为“秦皇岛港口近代建筑群”组成部分被公布为河北省文物保护单位。2013年，是否作为“秦皇岛港口近代建筑群”组成部分被公布为第七批全国重点文物保护单位待查。